# Macaranga yakasii
Macaranga yakasii är en törelväxtart som beskrevs av Airy Shaw. Macaranga yakasii ingår i släktet Macaranga och familjen törelväxter. Inga underarter finns listade i Catalogue of Life.